# Frano Bakarić
Frano Bakarić (Split, 31. kolovoza 1977.), hrvatski atletičar.
Natjecao se na Olimpijskim igrama 2000. u štafetnoj utrci 4 x 400 metara. Nastupio je u prednatjecanju.
Bio je član Hajduka iz Splita.